# Vlag van de Verenigde Staten
De vlag van de Verenigde Staten van Amerika bestaat uit zeven rode horizontale strepen, gescheiden door zes witte strepen. In het kanton staat een blauw vlak (Union) met daarin vijftig kleine, witte vijfpuntige sterren in negen horizontale rijen. De vijftig sterren op de vlag stellen de vijftig staten van de Verenigde Staten voor. De dertien strepen staan voor de dertien oorspronkelijke kolonies die zich in 1776 afscheidden van Groot-Brittannië.
De vlag wordt meestal de Stars and Stripes (Sterren en Strepen) genoemd. Dat is overigens ook de gebruikelijke naam voor een bekende mars van John Philip Sousa, The Stars and Stripes Forever.

## Symboliek

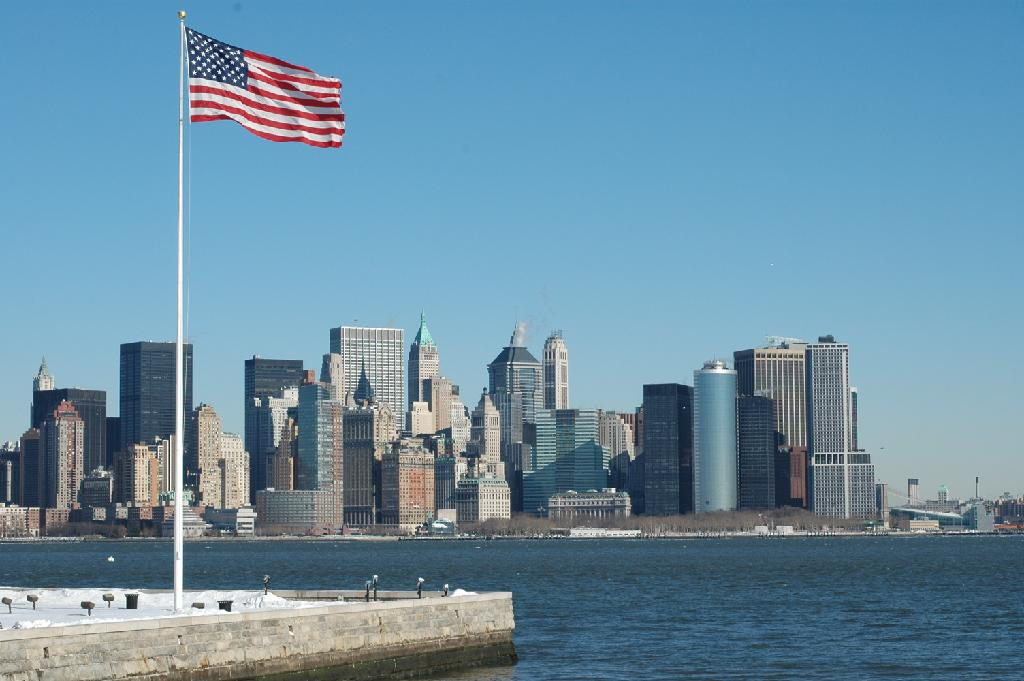
Amerikaanse vlag in New York

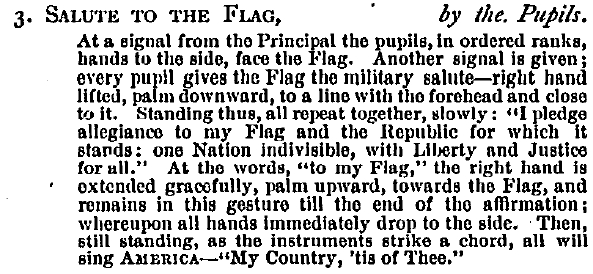
Belofte van Trouw in een klaslokaal, 1892

Een van de meest gebruikte Amerikaanse symbolen is de Amerikaanse vlag. Voor veel inwoners van de Verenigde Staten staat de vlag voor alle vrijheden en rechten die de Grondwet van de Verenigde Staten (met name de Bill of Rights) hun biedt en wellicht bovenal voor de individuele en personele vrijheden zoals uiteengezet in de Amerikaanse Onafhankelijkheidsverklaring.
Over de symboliek van het ontwerp publiceerde het Congres in 1977 een boek met daarin onder meer de volgende passage: "De ster is een symbool van het hemelse en goddelijke doel waarop de mens zich al richt sinds onherinnerbare tijden; de streep is symbolisch voor de lichtstralen van de zon". George Washington zou gezegd hebben: "We namen de sterren uit de Hemel, het rood van ons moederland, gescheiden door witte strepen zodat we laten zien dat we ons van haar afgescheiden hebben, en de witte strepen zullen de toekomst ingaan staande voor de Vrijheid."
Voor veel mensen staat het rood en wit respectievelijk voor het bloed van hen die hun leven voor de vrijheid gaven en voor het ideaal van die vrijheid.
Oude en beschadigde vlaggen worden verbrand in een eenvoudige ceremonie. De vlaggen worden tijdens betogingen tegen de Verenigde Staten ook vaak opzettelijk verbrand. Sommige groepen in de VS stellen dan ook voor om het verbranden van de vlag om politieke reden strafbaar te maken.

### Belofte van Trouw
Door de Belofte van Trouw (Engels: Pledge of Allegiance) wordt eeuwige trouw aan deze vlag gezworen. Sinds de laatste aanpassing op 14 juni 1954 luidt de tekst:

I pledge allegiance to the Flag

of the United States of America,

and to the Republic for which it stands:

one Nation under God, indivisible,

with Liberty and Justice for all.
(Ik zweer trouw aan de Vlag

van de Verenigde Staten van Amerika,

en aan de Republiek waarvoor hij staat:

één Natie onder God, ondeelbaar,

met Vrijheid en Rechtvaardigheid voor iedereen.)

## Ontwerp

### Specificaties
Het basisontwerp van de vlag is vastgelegd in de secties 1 en 2 van Title 4 van de United States Code. Executive Order 10834 behorend bij sectie 1 specificeert de verhoudingen van de vlag en de wijze waarop de sterren in het kanton zijn geplaatst. De volgende waarden zijn gespecificeerd:
- hoogte van de vlag: A = 1,0;
- lengte van de vlag: B = 1,9;
- hoogte-lengteverhouding: A:B = 1:1,9 = 10:19;
- hoogte van het kanton: C = 0,5385 (7/13, gelijk aan de breedte van zeven strepen);
- lengte van het kanton: D = 0,76 (1,9 × 2/5, twee vijfde van de lengte van de vlag);
- E = F = 0,0538 (C/10, een tiende van de hoogte van het kanton);
- G = H = 0,0633 (D/12, een twaalfde van de lengte van het kanton);
- diameter van een ster: K = 0,0616;
- breedte van een streep: L = 0,0769 (1/13 van de breedte van de vlag).

Verplichte verticale weergave van de vlag

### Verhouding
Hoewel het diagram in Executive Order 10834 een lengte van 1,9 noemt (in verhouding met de breedte), is deze verhouding niet absoluut vastgelegd. Eerder in de verordening staat namelijk een lijst met vlagafmetingen voor overheidsdiensten. Deze lijst staat elf verschillende vlagafmetingen toe, in voet: 20,00 × 38,00; 10,00 × 19,00; 8,95 × 17,00; 7,00 × 11,00; 5,00 × 9,50; 4,33 × 5,50; 3,50 × 6,65; 3,00 × 4,00; 3,00 × 5,70; 2,37 × 4,50; en 1,32 × 2,50. Acht van deze afmetingen komen overeen met een hoogte-breedteverhouding van 1:1,9 (binnen een afrondingsmarge van 0,01). Drie van de elf vastgelegde afmetingen verschillen echter significant van de verhouding 1:1,9: 1:1,57 (voor 7,00 × 11,00), 1:1,27 (voor 4,33 × 5,50) en 1:1,33 (voor 3,00 × 4,00).

### Kleuren
De kleuren van de vlag zijn vastgelegd in de Federal Specification, Flag, National, United States of America and Flag, Union Jack (DDD-F-416E, 27 november 1981) van de General Services Administration. De kleuren zijn gespecificeerd volgens het systeem van The Color Association of the United States als:
|                        | Blauw | Rood  | Wit   |
| ---------------------- | ----- | ----- | ----- |
| Cable No.              | 70075 | 70180 | 70001 |
| Pantone bij benadering | 281   | 193   | Safe  |

### Kanton

Vlag met gouden rand als versiering

Toen van Alaska en Hawaï bekend werd dat zij waarschijnlijk staten zouden worden, ontving de Amerikaanse president Dwight D. Eisenhower spontaan ruim vijftienhonderd ontwerpen voor een nieuwe indeling van het kanton. Immers: er moesten twee nieuwe sterren bij komen. Hoewel enkele ontwerpen 49 sterren bevatten (Alaska verkreeg een jaar voor Hawaï de status van staat), had de overgrote meerderheid van de inzenders vijftig sterren in het kanton geplaatst. Op zijn minst drie van de ruim vijftienhonderd ontwerpen waren identiek aan de huidige vlag. Het uiteindelijke ontwerp is van het U.S. Army Bureau of Heraldry.

### Versiering
De vlag mag traditioneel versierd worden met een goudkleurige rand (niet aan de hijszijde). Dit gebeurt vooral in ceremonies, met als bedoeling de schoonheid van de vlag te tonen. Het eerste gebruik dateert van 1835, en het Amerikaanse leger voerde het gebruik ervan in 1895 in. Het gebruik van een dergelijke rand is echter in geen enkele wet geregeld.

## Geschiedenis

Grand Union Flag

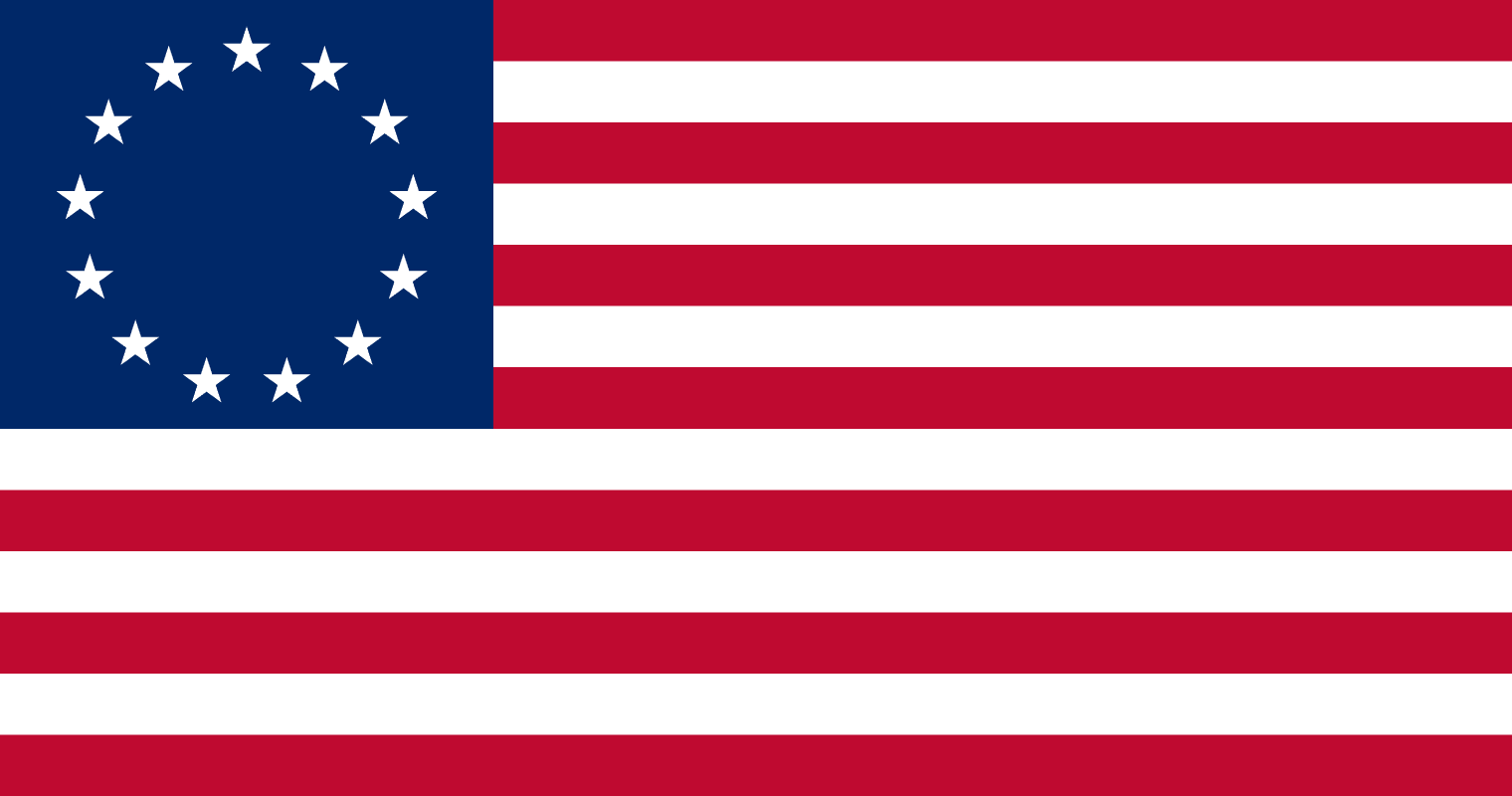
Oorspronkelijke vlag met dertien sterren (Betsy Ross-patroon)

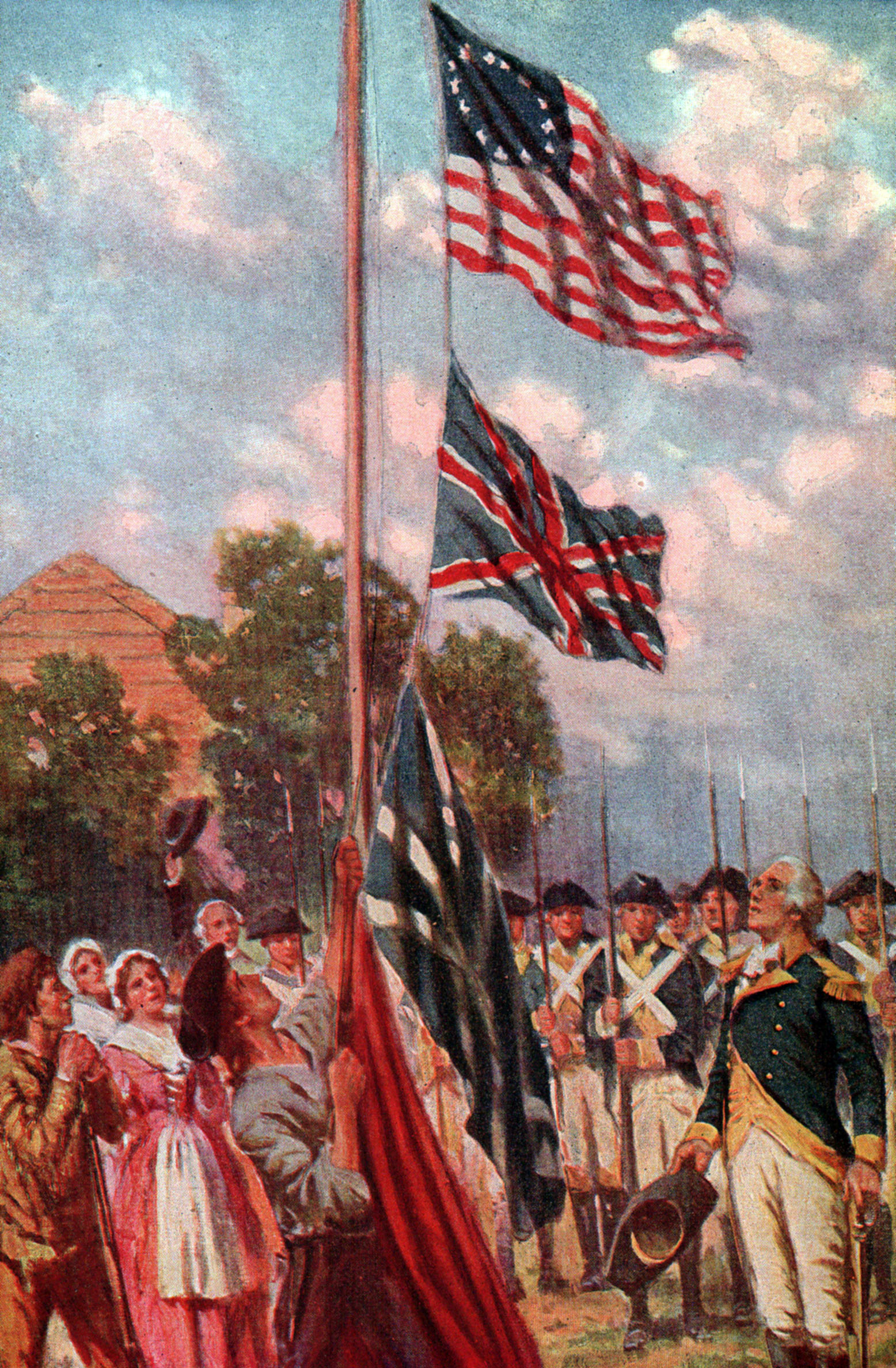
Eerste keer dat George Washington de vlag liet hijsen

De vlag werd 26 keer veranderd sinds de unie van dertien staten ze had aangenomen. De huidige versie (1960) is sinds 4 juli 2007 de langst gebruikte versie. Voorheen had de vlag met 48 sterren het record (47 jaar).

### Grand Union Flag
Op het moment dat de Amerikaanse Onafhankelijkheidsverklaring werd getekend, 4 juli 1776, was de officiële vlag de Grand Union Flag (ook Continental Colors genoemd). Dit was de eerste officiële Amerikaanse vlag. Deze vlag bestond uit dertien rode en witte strepen, met in het kanton de toenmalige Britse vlag, nog zonder het rode andreaskruis. De rode en witte strepen stonden voor de uniciteit en eenheid van de dertien kolonies, de Britse vlag verwees naar de wens om de hechte banden met het Verenigd Koninkrijk te behouden.
Deze vlag was wellicht gebaseerd op die van de Britse Oost-Indische Compagnie, het familiewapen van George Washington of de vlag van de Sons of Liberty. De Grand Union Flag werd in 1775 door het Second Continental Congress aangenomen en werd op 3 december van dat jaar door John Paul Jones op het marineschip Alfred voor het eerst gehesen. Snel daarna ging ook George Washington deze vlag gebruiken en de vlag zou tot in de beginfase van de Amerikaanse Onafhankelijkheidsoorlog de nationale vlag zijn. De Grand Union Flag staat aan de basis van de latere Stars and Stripes.
Het Amerikaans schip, de USS Andrew Doria, dat op 16 november 1776, met de nieuwe Amerikaanse vlag in top, de Gallows Bay van Sint Eustatius (Nederlandse Antillen) kwam binnen zeilen, kreeg in opdracht van gouverneur Johannes de Graeff 11 saluutschoten van Fort Oranje. Hiermee was Nederland het eerste land ter wereld dat (de facto) de Verenigde Staten en haar vlag erkende als onafhankelijke mogendheid. De Engelsen verklaarden hierop Nederland de oorlog (Vierde Engelse oorlog), en namen Sint Eustatius in.

### Stars and Stripes
Op 14 juni 1777 werd de nieuwe vlag aangenomen. Deze dag is een nationale feestdag geworden en staat bekend als Flag Day. Betsy Ross is volgens de overlevering degene die de eerste Amerikaanse vlag heeft genaaid.
Aangezien er in de resolutie van 1777 geen specifieke opmaak voor de sterren was vastgelegd, werden de sterren op een verschillende wijze in het kanton geplaatst. Soms werden ze in een cirkel gerangschikt (Betsy Ross-patroon), maar de versie met dertien sterren in vijf horizontale rijen (3-2-3-2-3) beschouwt men als het standaardpatroon. In 1795 traden Vermont en Kentucky toe tot de Verenigde Staten en werd het aantal sterren en strepen verhoogd tot vijftien. In de jaren erna traden enkele staten toe, maar werd het aantal sterren en strepen niet verhoogd, waarschijnlijk omdat men dat als te veel gedoe beschouwde. Uiteindelijk werd in 1818 besloten dat het aantal strepen op dertien zou worden vastgesteld, ongeacht het aantal staten, om zo de oorspronkelijke dertien kolonies te eren. Het aantal sterren zou sindsdien gelijk zijn aan het aantal staten (twintig in 1818).
Wanneer het aantal sterren op de vlag werd uitgebreid, gebeurde dit steeds op 4 juli, Independence day. De laatste verandering gebeurde in 1960, toen Hawaï een staat van de VS werd en daarmee het huidige aantal van vijftig sterren bereikt werd. De toekenning van het staatschap aan Alaska in 1959 gaf de vlag voor één jaar 49 sterren.
Het Amerikaanse volkslied, The Star-Spangled Banner, is gebaseerd op de vlag met 15 strepen.

### Vroegere sterrenpatronen
De volgende tabel toont de 27 verschillende Amerikaanse vlaggen. De diverse sterrenpatronen zijn de gebruikelijke patronen: tot 1912 was het patroon niet vastgelegd. De kleuren zijn pas in 1934 gestandaardiseerd.
| Aantal sterren | Aantal strepen | Vlag | Staten vertegenwoordigd door de nieuwe sterren | Periode   | Aantal jaar in gebruik |
| -------------- | -------------- | ---- | --- | --------- | ---------------------- |
| (0)            | 13             |      | Dertien koloniën | 1775–1777 | 1 (17 maanden)         |
| 13             | 13             |      | Delaware, Pennsylvania, New Jersey, Georgia, Connecticut, Massachusetts, Maryland, South Carolina, New Hampshire, Virginia, New York, North Carolina, Rhode Island | 1777–1795 | 18 (215 maanden)       |
| 15             | 15             |      | Kentucky, Vermont | 1795–1818 | 23 (278 maanden)       |
| 20             | 13             |      | Indiana, Louisiana, Mississippi, Ohio, Tennessee | 1818–1819 | 1                      |
| 21             | 13             |      | Illinois | 1819–1820 | 1                      |
| 23             | 13             |      | Alabama, Maine | 1820–1822 | 2                      |
| 24             | 13             |      | Missouri | 1822–1836 | 14                     |
| 25             | 13             |      | Arkansas | 1836–1837 | 1                      |
| 26             | 13             |      | Michigan | 1837–1845 | 8                      |
| 27             | 13             |      | Florida | 1845–1846 | 1                      |
| 28             | 13             |      | Texas | 1846–1847 | 1                      |
| 29             | 13             |      | Iowa | 1847–1848 | 1                      |
| 30             | 13             |      | Wisconsin | 1848–1851 | 3                      |
| 31             | 13             |      | Californië | 1851–1858 | 7                      |
| 32             | 13             |      | Minnesota | 1858–1859 | 1                      |
| 33             | 13             |      | Oregon | 1859–1861 | 2                      |
| 34             | 13             |      | Kansas | 1861–1863 | 2                      |
| 35             | 13             |      | West Virginia | 1863–1865 | 2                      |
| 36             | 13             |      | Nevada | 1865–1867 | 2                      |
| 37             | 13             |      | Nebraska | 1867–1877 | 10                     |
| 38             | 13             |      | Colorado | 1877–1890 | 13                     |
| 43             | 13             |      | Idaho, Montana, North Dakota, South Dakota, Washington | 1890–1891 | 1                      |
| 44             | 13             |      | Wyoming | 1891–1896 | 5                      |
| 45             | 13             |      | Utah | 1896–1908 | 12                     |
| 46             | 13             |      | Oklahoma | 1908–1912 | 4                      |
| 48             | 13             |      | Arizona, New Mexico | 1912–1959 | 47                     |
| 49             | 13             |      | Alaska | 1959–1960 | 1                      |
| 50             | 13             |      | Hawaï | 1960–     | 65                     |

#### Symmetrie
De meeste van deze sterrenpatronen hebben enige vorm van symmetrie:
- symmetrie met betrekking tot de horizontale as: 50, 49, 48, 46, 44, 38, 37, 36, 34, 33, 32, 30, 28, 26, 24, 20, 15, 13 (standaard);
- symmetrie met betrekking tot de verticale as: 50, 48, 46, 45, 44, 37, 36, 35, 34, 33, 32, 31, 30, 29, 28, 27, 26, 25, 24, 23, 21, 20, 15, 13 (standaard en Betsy Ross);
- beide (puntsymmetrie): 50, 48, 46, 45, 44, 37, 36, 34, 33, 32, 28, 26, 24, 20, 15, 13 (standaard);
- geen symmetrie: 43;
- ruitpatroon (rombisch rooster): 50, 49, 45, 15, 13 (standaard);
- rechthoekpatroon: 48, 35, 30, 28, 24, 20.

### Varianten
Voordat de sterrenpatronen waren vastgelegd kwamen varianten voor. Een aantal varianten van de eerste vlag, waarvan bekend is dat ze zijn gevoerd, staan hieronder:

"Betsy Ross", met 13 sterren in een cirkelvorm
"Cowpens", gevoerd tijdens de Slag bij Cowpens

## Toekomst

Voorgesteld ontwerp voor een vlag met 51 sterren

Alternatief voorgesteld ontwerp

Het United States Army Institute of Heraldry heeft plannen voor vlaggen tot 56 sterren voor het geval er nieuwe staten tot de Verenigde Staten toetreden. Er zijn bewegingen actief in onder meer Puerto Rico, Washington D.C. en de stad New York (afscheiden van de staat New York) die pleiten voor de status van staat voor hun gebied.

## Invloed op andere vlaggen

Variant op de vlag die gebruikt wordt door de 'Blue Lives Matter' vereniging.

Het ontwerp en kleuren van de Amerikaanse Stars and Stripes hebben verschillende andere vlaggen geïnspireerd. Enkele van hen zijn (sommige van deze vlaggen worden niet meer gebruikt):
| Vlag van El Salvador (1877-1912)     | Vlag van Brazilië (15-19 nov. 1889) | Vlag van Uruguay     | Vlag van Cuba  |
| Vlag van Liberia                     | Vlag van Maleisië                   | Vlag van Griekenland | Vlag van Chili |
| Vlag van de Republiek China (Taiwan) | Vlag van de Filipijnen              | Vlag van Bretagne    | Vlag van Togo  |

## Vlaginstructie
De Amerikaanse vlaginstructie is neergelegd in de United States Flag Code. Hierin staan richtlijnen voor het gebruik en vertoon van de nationale vlag. Er staan echter geen straffen op het niet-houden aan deze richtlijnen en het toezicht op de naleving ervan is zeer beperkt.

### Vouwen van de vlag

Vouwen van de vlag

Hoewel het niet in de vlaginstructie staat, moeten Amerikaanse vlaggen volgens militair gebruik in de vorm van een driehoek gevouwen worden wanneer zij niet worden gebruikt. Op deze manier lijken zij op driepuntige hoeden die tijdens de Amerikaanse Onafhankelijkheidsoorlog populair waren. De Filipijnen hebben dit gebruik overgenomen. Om de vlag goed te vouwen:
1. houd met twee personen de vlag op taillehoogte, zodanig dat het oppervlak parallel aan de grond is;
2. vouw de onderste helft van de vlag over de bovenste helft;
3. vouw de vlag nog eens over de lengte, zodanig dat het blauwe kanton aan de buitenkanten zichtbaar is;
4. maak een driehoekige vouw met de gestreepte hoek, zodanig dat de gesloten rand bij de open rand komt;
5. vouw de buitenste punt naar binnen, zodanig dat er een nieuwe driehoek ontstaat;
6. het vouwen van driehoeken gaat op deze wijze door over de gehele lengte van de vlag;
7. als de vlag gevouwen is, is er enkel een driehoekig blauw veld met witte sterren zichtbaar.

### De vlag in tijden van rouw
In tijden van rouw wordt de vlag halfstok (op schepen halfmast) gehesen, nadat zij een ogenblik aan top gehesen is geweest. Voor het neerhalen van de vlag moet deze opnieuw een ogenblik naar de top gehesen worden. Op Memorial Day hangt de vlag halfstok tot de middag, daarna hangt deze tot zonsondergang aan de top. De vlag wordt halfstok gehesen bij de dood van een regeringslid en ook in gevallen waarin de president of een staatsgouverneur daartoe een verordening uitbrengt.

## Locaties

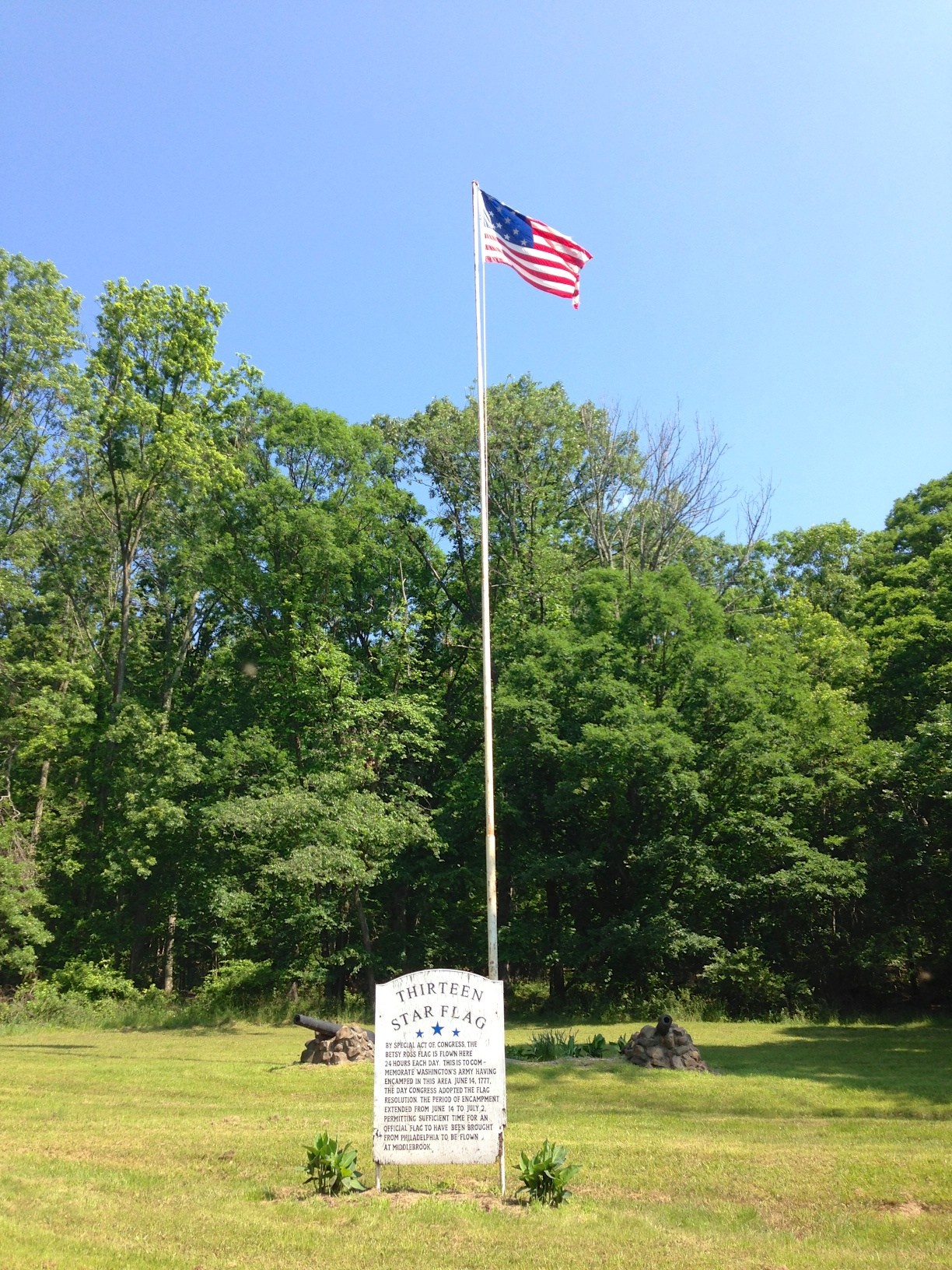
Vlag met dertien sterren en strepen in Middlebrook.

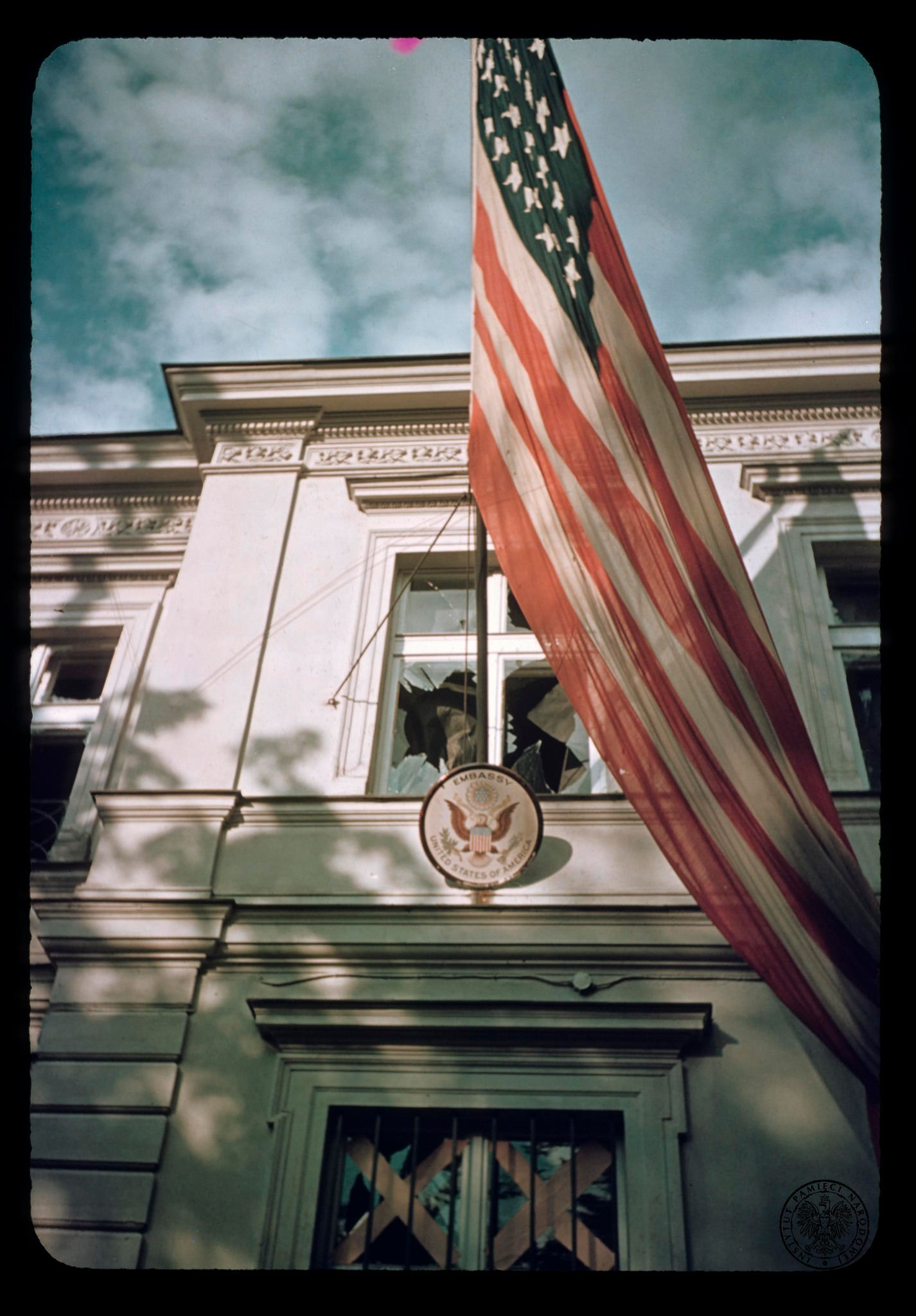
Amerikaanse vlag op de ambassade in Warschau tijdens de Duitse luchtaanval in 1939.

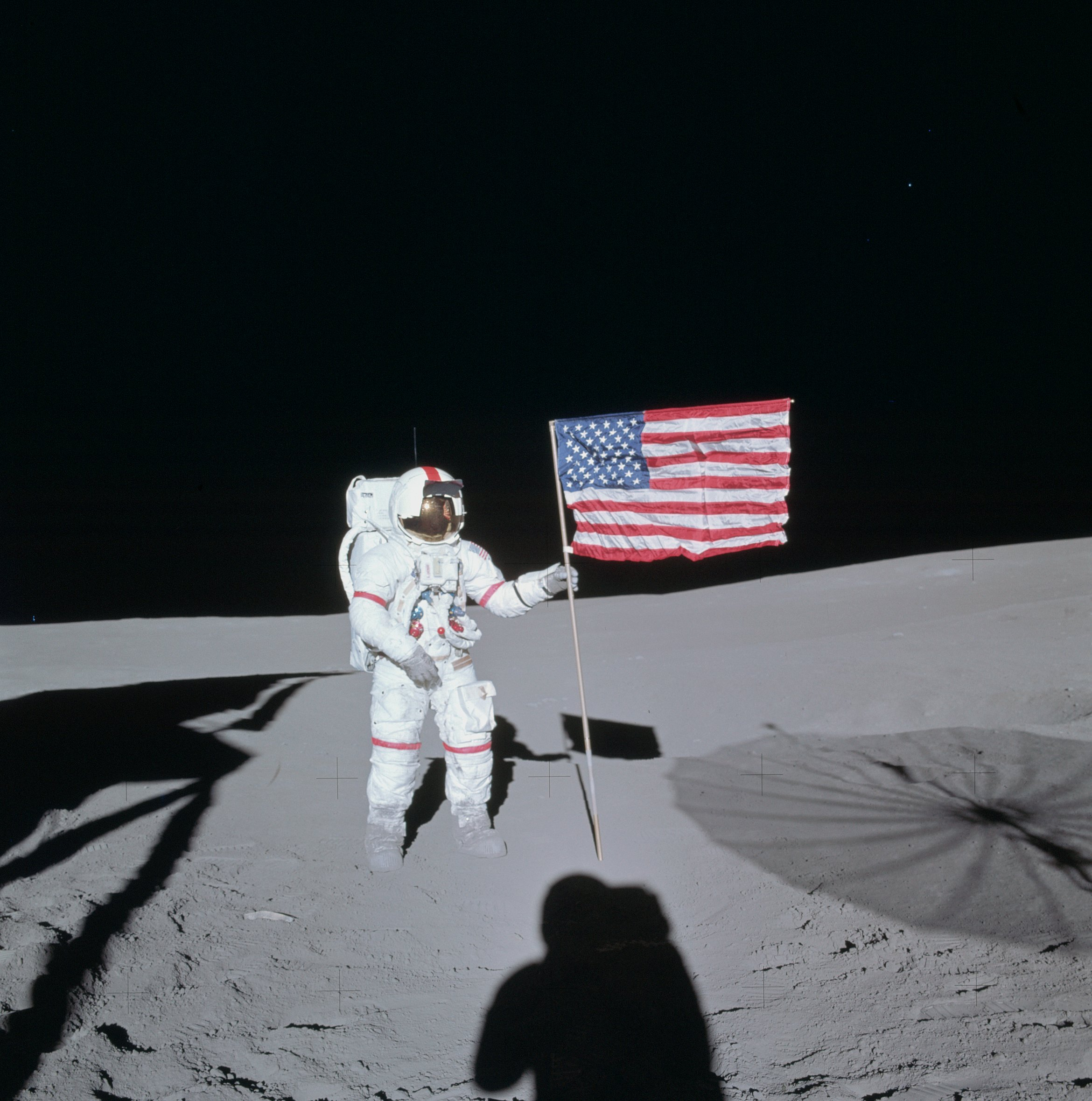
Alan Shepard (Apollo 14) plaatst de Amerikaanse vlag op de maan.

De Amerikaanse vlag wappert gedurende het gehele jaar vanaf de meeste overheidsgebouwen en het is verre van ongewoon dat ook privéwoningen de vlag het hele jaar tonen. Veel Amerikanen steken op feestdagen de vlag uit, met name op Memorial Day, Veteranendag, President's Day, Flag Day en Independence Day. Op Memorial Day is het gebruikelijk om kleine vlaggen te plaatsen bij oorlogsmonumenten en -graven.

### Plaatsen van permanente vertoning
Door presidentiële proclamaties, wetten van het Congres en gewoonte worden er op een aantal locaties permanent vlaggen getoond:
- replica's van de Star Spangled Banner Flag (vijftien sterren, vijftien strepen) wapperen in Baltimore (Fort McHenry en Flag House Square);
- bij het USMC War Memorial in Arlington (Virginia);
- in Lexington (Massachusetts), de plaats waar in 1775 de openingsschoten vielen van de Amerikaanse onafhankelijkheidsoorlog bij de slagen bij Lexington en Concord;
- bij het Witte Huis (Washington D.C.);
- vijftig Amerikaanse vlaggen wapperen permanent bij het Washington Monument;
- bij continu open zijnde vestigingen van de United States Customs Service;
- de vlag van 1863 (zie hierboven) wappert in Gettysburg nabij het slagveld waar de Slag bij Gettysburg is uitgevochten;
- in Valley Forge, een historische locatie uit de Amerikaanse Onafhankelijkheidsoorlog;
- in Middlebrook encampment, Bridgewater, New Jersey, een andere historische locatie uit de Amerikaanse Onafhankelijkheidsoorlog (dertien sterren, dertien strepen);
- in Colton, ter herinnering aan de Amerikaanse deelname aan de Eerste Wereldoorlog;
- bij het huis, geboorteplaats en graf van Francis Scott Key, de schrijver van The Star-Spangled Banner;
- bij het oorlogsmonument in Worcester (Massachusetts);
- sinds 1861 wappert de vlag permanent in Taos, New Mexico. De reden hiervoor is dat destijds sympathisanten van de Geconfedereerde Staten van Amerika steeds de Amerikaanse vlag neerhaalden, waarna de vlag aan de stok moest worden vastgenaaid en bewaakt;
- bij het Capitool (Washington D.C.) (sinds 1918);
- op de begraafplaats Mount Moriah Cemetery, Deadwood (South Dakota), waar Seth Bullock, Wild Bill Hickok en Calamity Jane (legendarische personen uit het Wilde Westen) begraven liggen;
- op het oppervlak van de maan, geplaatst door verschillende missies van het Apolloprogramma.